# Stromer Landstraße

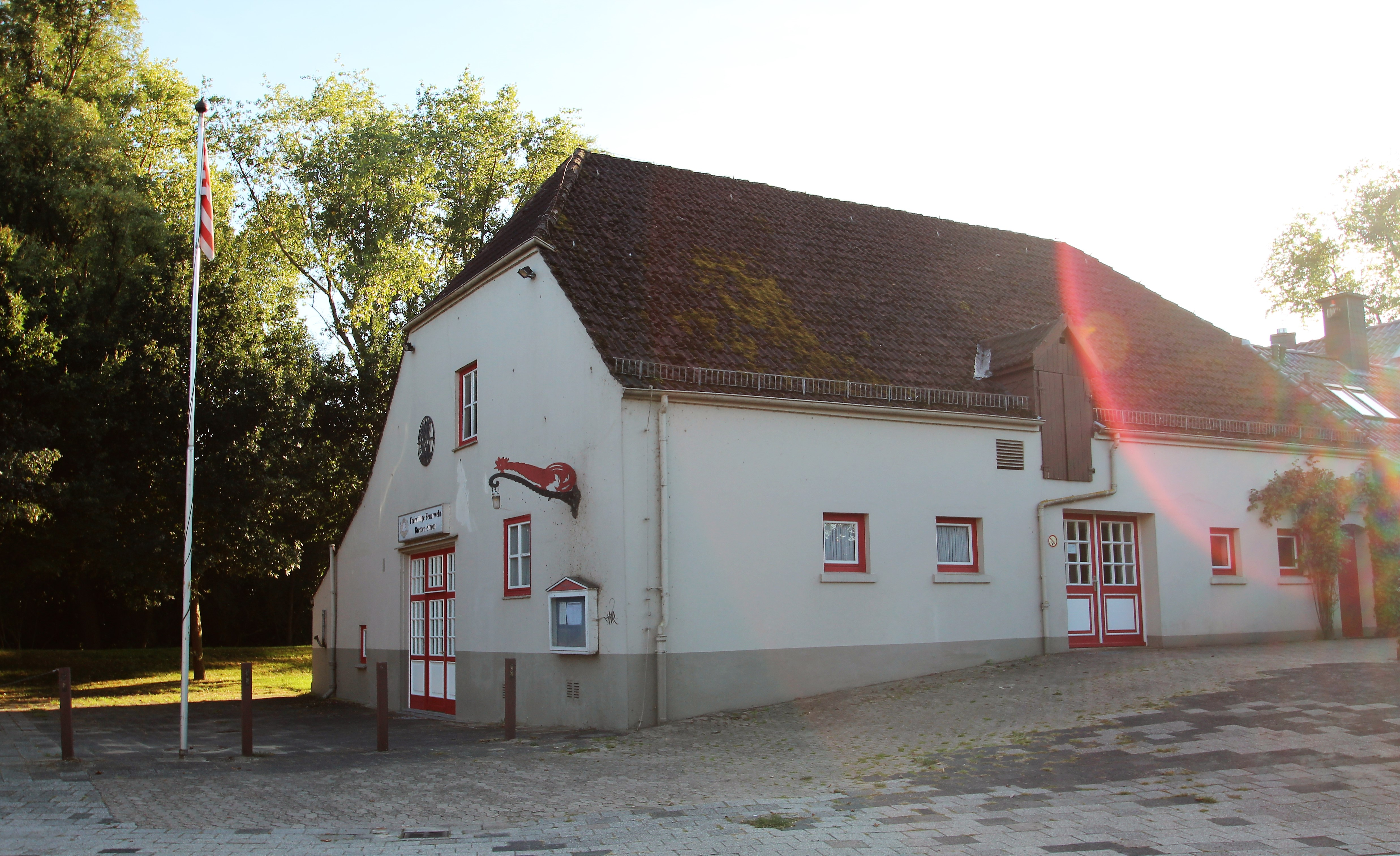
Nr. 20: Freiwillige Feuerwehr Strom

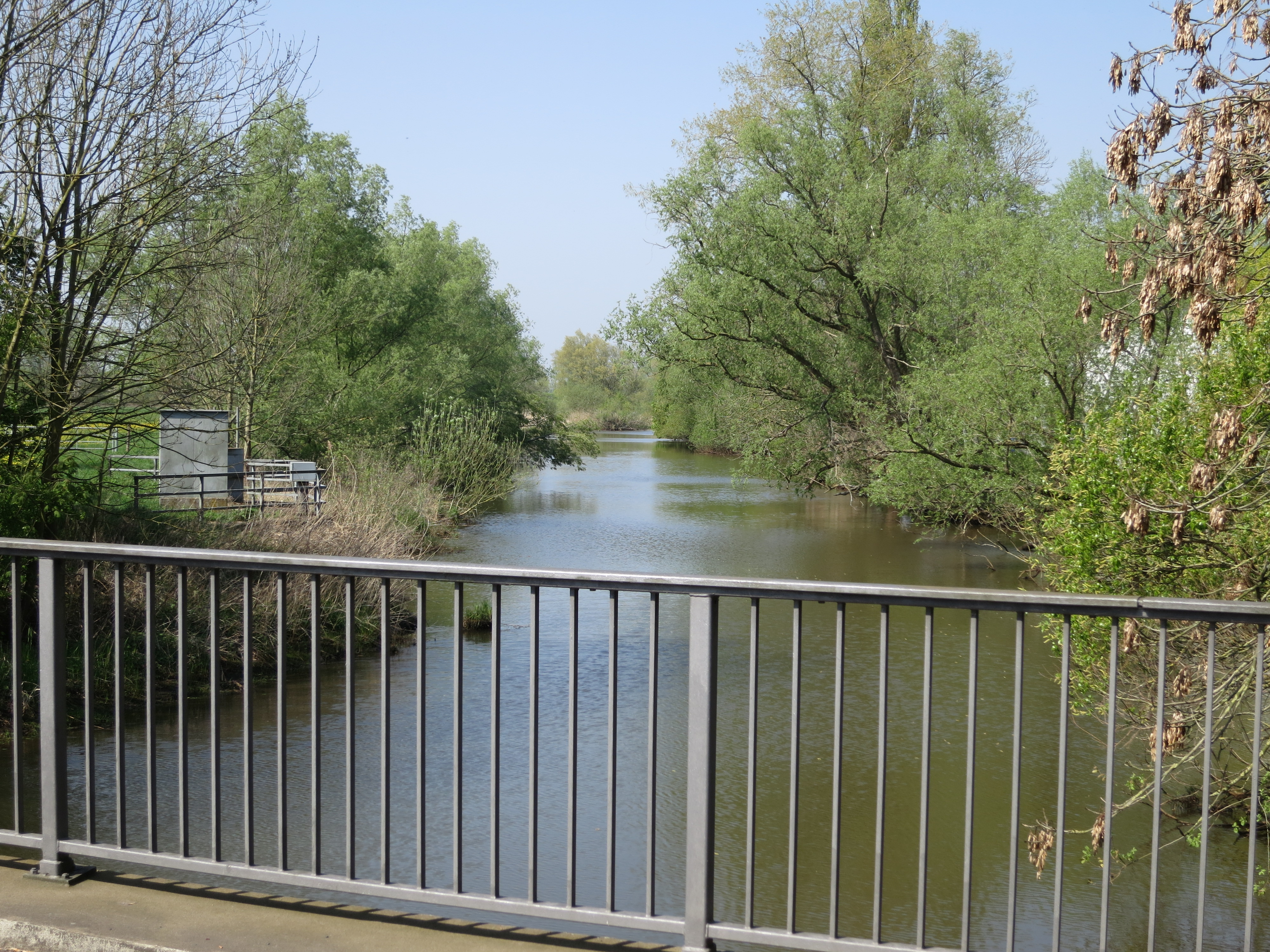
Die Ochtum in Strom, Blick von der Brokhuchtinger Landstraße

Die Stromer Landstraße ist zumeist eine zentrale Erschließungsstraße in Bremen, Ortsteile Strom und Woltmershausen. Sie führt in wechselnden Richtungen (vorwiegend Ost/West) von der Stromer Straße in Woltmershausen zur Stedinger Landstraße sowie nördlich nach Brake und südöstlich nach Delmenhorst.
Sie gliedert sich in die Teilbereiche:
- Stromer Straße bis Brokhuchtinger Landstraße,
- Brokhuchtinger Landstraße bis Wiedbrokstraße (Landesgrenze) und
- Wiedbrokstraße bis Stedinger Landstraße.

Die Querstraßen und Anschlussstraßen wurden u. a. benannt als Stromer Straße nach dem Ortsteil, Neustädter Hafentor nach dem Zolltor zum Neustädter Hafen, Senator-Apelt-Straße 1964 nach dem Senator Hermann Apelt (1876–1960), unbenannte Straße, Merkurstraße 1998 nach dem römischen Götterboten und Gott der Händler, Bundesautobahn 281, unbenannter Weg, Brokhuchtinger Landstraße nach der alten Siedlung Huchtigebroch (1062) bzw. Brokhuchtungen (1290), unbenannte Wege, Meentheweg nach wahrscheinlich einem Hofbesitzer, unbenannter Weg, Stellfeldsweg nach einer Flur, unbenannter Weg, Wiedbrokstraße nach einem Weidenbruch (1404 Eydebroke, 1479 Witbrook) (die Straße führt nach Seehausen), Sandkampsdeich nach einem Flurstück eines sandigen Feldes, unbenannter Deichweg, Am Leckerbeeten, Sandhauser Weg nach dem Ortsteil von Delmenhorst, Stedinger Landstraße nach der Bevölkerung der Region Stedingen und An der Bahn nach der örtlichen Lage; ansonsten siehe beim Link zu den Straßen.

## Geschichte

### Name
Die Stromer Landstraße wurde nach dem Ortsteil Strom benannt. Der Name kann als starke Strömung der Ochtum gedeutet werden. Am Ende des 16. Jahrhunderts wurde das Dorf Strom erstmals urkundlich erwähnt.

### Entwicklung
Strom war ein Dorf, in dem im 11. bis 13. Jahrhundert die Marsch durch Deichbau und Entwässerung kultiviert wurde. Es gehörte zum Bremer Kirchspiel St. Martini. 1945 wurde Strom in die Stadt Bremen eingemeindet. Der Ort hat 448 Einwohner (2018), die fast alle an dieser Straße wohnen. Die einklassige Schule kam 1889 und der Neubau mit zwei Klassenräumen entstand 1910. Die Brücken über die Ochtum bei Sandhausen und Steding wurden 1924 bzw. 1937/39 gebaut.

### Verkehr
Die Straße ist eine alte Wegeverbindung von Woltmershausen/Rablinghausen nach Deichhausen und Brake in das Stedinger Land in der oldenburgischen Wesermarsch. Um 1937 wurde die Straße ausgebaut.

Parallel zur Straße entstand und entsteht seit 2009 die Bundesautobahn 281 von der A 1 am Zubringer Arsten bis zum Wesertunnel und zur A 27.
Der Radweg an der Stromer Landstraße führt in westlicher Richtung nach Deichhausen, Sandhausen und Delmenhorst. Bei der Landesgrenze führt eine Straße nach Seehausen zum Radweg auf dem linken Weserdeich, der vom Vorhafen Neustadt bis zur Hasenbürener Landstraße, zum Sporthafen Hasenbüren und zum Ochtumsperrwerk führt. Huchting wird durch die Brokhuchtinger Landstraße durch die Ochtumniederung erreicht.
Im Nahverkehr in Bremen durchfährt die Straße die Buslinien 61 (Stromer Straße – Sandhausen) und 205 (Bremen – Strom – Delmenhorst), mit den Haltepunkten Rablinghauser Landstraße, Neuer Schutzdeich, Reedeich Nord, Güterbahnhof Grolland, Stromer Berg, Köhler Brücke, Auf der Sandhöhe, Strom/Schule, Stellfeldsweg, Luley, Stedinger Brücke und Sandhausen

## Gebäude und Anlagen
An der Straße stehen überwiegend ein- und zwei zweigeschossige Gebäude.
Erwähnenswerte Gebäude und Anlagen
- Am Anfang: Beidseitig gewerbliche Bauten der Neustädter Häfen
- Brücke der Bahnstrecke für den Güterverkehr
- Brücke und Zufahrt zur Bundesautobahn 281
- Beidseitig Acker- und Weideland bis Brokhuchtinger Landstraße sowie bis Nr. 14 bzw. 15b und 15d sowie danach durchgängig weitgehend an der Nordseite
- Brokhuchtinger Landstraße mit Köhler Brücke über die Ochtum
- Südlich: Hinter der Bebauung bis zur Stedinger Brücke (bei Nr. 53a) die Ochtum
- Nr. 20: 1-gesch. Gebäude von 1964 der Freiwilligen Feuerwehr Bremen-Strom von 1948, die zuvor Pflichtfeuerwehr war; gegenüber Storchenhorst
- Nr. 26a: 2-gesch. verklinkertes Gebäude der Grundschule Bremen-Strom
- Danach: 1-gesch. verklinkertes Bauernhaus mit Krüppelwalmdach und mit Nebenanlagen
- Nr. 42a: 1-gesch. verputztes giebelständiges Hotel Luley (geschlossen)
- Nr. 43: 1-gesch. Hof Imhoff mit Betrieb der Familie seit 1841 und heute Ferienwohnungen im Fachwerkbauernhaus
- Nr. 46e: 1-gesch. Wohnhaus mit Ferienwohnung Tidenkieker
- Nr. 53a: 1-gesch. Hotel und Restaurant Zur Ochtumbrücke, zumeist als Spille bekannt
- Stedinger Brücke über die Ochtum
- Beidseitig Acker- und Weideland bis Stedinger Landstraße und Sandhausen, alles in Niedersachsen